# Laje (Bahia)
Laje é um município brasileiro do estado da Bahia. O aniversário é no dia 20 de julho.

## História

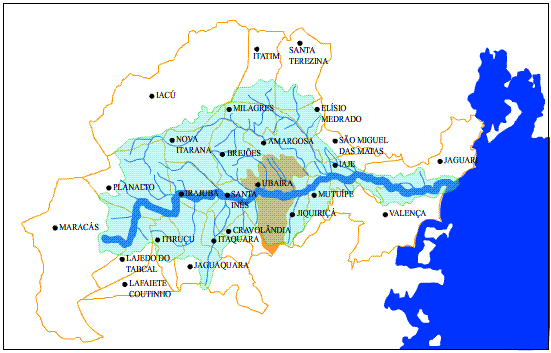
Mapa por onde percorre o rio Jiquíriça

No ano de 1850, uma enchente que desviou o curso do rio Jiquiriçá causou total destruição e fez com que os moradores de um pequeno povoado localizado na margem direita do rio saíssem do local. Os moradores construíram uma capela em homenagem à Nossa Senhora das Dores. Um novo povoado se estabeleceu na margem esquerda do rio, antes ocupada por aldeias de índigenas Tupiniquin e Tupinaé, e um pouco abaixo da Cachoeira do Estouro. Por existir enormes lajedos nas proximidades, o povoado foi nomeado pelos tropeiros que abasteciam a região como Nova Laje. A chegada dos trilhos da Estrada de Ferro de Nazaré, em 1901 fez com que a povoado crescesse e ocupasse em torno da Estação Ferroviária.

## Política e administração
O município de Laje possui uma estrutura político-administrativa composta pelo Poder Executivo, chefiado por um prefeito eleito por sufrágio universal, o qual é auxiliado diretamente por secretários municipais nomeados por ele, e pelo Poder Legislativo, institucionalizado pela Câmara Municipal de Laje, órgão colegiado de representação dos munícipes que é composto por vereadores também eleitos por sufrágio universal.

### Poder Executivo
A prefeita de Laje é Jaciara Reis dos Santos, também conhecida como Jaci Reis, do Partido Social Democrático (PSD), que assumiu o cargo em 2025 para seu primeiro mandato. O vice-prefeito é Jideon Costa dos Santos, também conhecido como Jideon de Eliene, do Progressistas (PP).

### Poder Legislativo
A Câmara Municipal de Laje é composta por onze vereadores.

## Geografia
Laje se localiza à latitude 13º10'56" sul e à longitude 39º25'30" oeste, com altitude de 190 metros. Sua população estimada em 2018 era de 23 638 habitantes, distribuídos em 498 089 km² de área.
O município pertente a mesorregião do Centro Sul Baiano, e a microrregião é Jequié e se localiza entre o litoral e o sertão, no recôncavo sul baiano, a 228 km da capital, Salvador. Os seus distritos são: Laje (sede), Capão e Engenheiro Pontes. A região de influência, em 2018, intermediária foi Santo Antônio de Jesus e a imediata, em 2021, foi no Centro Sub-regional baiano.

### Clima
Possui um clima úmido e subúmido, e temperatura média anual de 23,8 °C. Seus períodos chuvosos são entre novembro a julho e uma pluviosidade anual de 1347,8.

### Vegetação
A vegetação do município é composta por floresta Ombrófila Densa.

### Solo, Geomorfologia, Geologia e Ocorrências Minerais
O tipos de solo predominante no município são os Latossolos e Alissolos. As formas de relevo terrestre se caracterizam por Tabuleiros Interioranos e Tabuleiros Pré-Litorâneos. O município é constituído por depósitos Eluvionares e Coluvionares, Gnaisses Granulíticos, Granitóides e Rochas Intermediarias Básicas. A cidade possui alguns minerais como: Argila, Ferro, Grafita, Manganês, Quartzo e Titânio.

### Hidrografia
O município faz parte da bacias do recôncavo sul. Os principais rios são: Rio Jequiriçá, Rio Jequiriçá Mirim, Rio Corta Mão, Rio da Dona e Rio Riachão.

### Meio Ambiente
O município apresentava 25.1% de domicílios com esgotamento sanitário adequados, em 2010. Apresenta um bioma de Mata Atlântica.

## Economia
O município de Laje se caracteriza economicamente pro ser um dos principais produtores de mandioca no estado da Bahia. Em razão disto, neste município a questão agrária se destaca, pois há a presença de 72,6% da população no campo se dedicando, fundamentalmente, a formas convencionais de plantio de mandioca com o propósito de produção de farinha.

### Agropecuária
Na lavoura temporária, em 2021, o município obteve um total de 55.473 na produção de mandioica, com um rendimento médio de 16.422 kg/ha. No mesmo ano a cidade produziu 800 amendoins e obteve um total de 1.600 de rendimento médio. Na pecuária, em 2021 a quantidade leite produzidi de 228 e o valor da produção de 372,00. A cidade foi a primeira a ter a Industria do Estado da Bahia que produz amido modificado.

## Infraestrutura

### Saúde
A taxa de mortalidade infantil média na cidade era de 22.47 para 1.000 nascidos vivos. No ano de 2009 existiam  7 estabelecimentos de saúde Sistema Único de Saúde ( SUS ).
Em 2022 o município apresentou um total de gastos com a saúde de R$ 13.613.857,24.

### Educação
Em 2010, a cidade alcançou uma taxa de escolarização de 96,9%, para crianças de 6 a 14 anos de idade. 

## Cultura

### Culinária
A culinária local tem fortes influências da comida sertaneja.